# José Adolfo Larregain
José Adolfo Larregain OFM (ur. 3 kwietnia 1966 w Adolfo Gonzales Chaves) – argentyński duchowny katolicki, franciszkanin, biskup pomocniczy Corrientes w latach 2020–2024, arcybiskup koadiutor Corrientes w latach 2024–2025, arcybiskup metropolita Corrientes od 2025. 

## Życiorys
Święcenia kapłańskie przyjął 19 marca 2004 w zakonie franciszkanów. Pracował głównie w zakonnych parafiach, był także definitorem prowincji.
21 marca 2020 papież Franciszek mianował go biskupem pomocniczym archidiecezji Corrientes oraz biskupem tytularnym Mauriana. Sakry biskupiej udzielił mu 29 czerwca 2020 arcybiskup Andrés Stanovnik. 27 września 2024 ten sam papież przeniósł go na urząd arcybiskupa koadiutora archidiecezji Corrientes. 22 lutego 2025 został arcybiskupem metropolitą Corrientes, po tym jak papież przyjął rezygnację arcybiskupa Stanovnika. Paliusz otrzymał z rąk papieża Leona XIV 29 czerwca 2025.